# إنفينيت ستراتوس
إنفينيت ستراتوس (باليابانية:  IS〈インフィニット・ストラトス〉، بالروماجي:  IS <Infinitto Sutoratosu>) هي سلسلة رواية خفيفة من تأليف إيزورو يوميزورو ورسم أوكيوزا نشرت من قبل ميديا فاكتوري في 25 مايو 2009، اقتبست إلى سلسلة مانغا نشرت في مجلة كومك ألايف الشهرية في 27 مايو عام 2010 حتى 27 يوليو عام 2012، وتكونت 5 مجلدات. أنتجت إلى أنمي تلفزيوني من قبل استوديو 8-بت، عرض الأنمي في 7 يناير عام 2011 واستمر عرضه في 1 أبريل عام 2011، وتكون من 12 حلقة + 1 أوفا، عرض الموسم الثاني من الأنمي في 4 أكتوبر 2013 واستمر عرض في 20 ديسمبر عام 2013، وتكون من 12 حلقة + 2 أوفا.

## القصة
الأنمي يتحدث عن عالمنا في المستقبل حيث تصبح الإناث الجنس الوحيد القادر على التحكم في آلات تدعى الستراتوس. لهذا تأسست أكاديمية تقوم بتدريب فتيات فتعطيها القوة، لكن استطاع ولد واحد أن يتحكم بالستراتوس هو اتشيكا اوريمورا فأجبر لدخول تلك الأكاديمية. ولد واحد ضمن مئات الإناث ليقع في حبه 5 فتيات شينونونو هوكي" (يابانية) "دونوا شاروليت" (فرنسية)، "سيسليا آلكوت" (إنجليزية)، "رين هونغ" (صنية)، "لورا بودلينغ" (ألمانية). العديد من الفتيات يظهرن ليتنافسن حول ايتشكا. بالطبع هذا أنمي مدرج ضمن انمي قتال، آلات، رومانسية، اتشي.كوميدي.

## وصلات خارجية
إنفينيت ستراتوس على موقع ANN manga (الإنجليزية)